# إميل ديل
إميل ديل هو رسام توضيحي ورسام سويسري، ولد في 15 أبريل 1861 في Pratteln ‏ في سويسرا، وتوفي في 23 مايو 1938 في ليستل في سويسرا.